# Liste der Baudenkmale in Oldenburg (Oldb) – Donnerschweer Straße
In der Liste der Baudenkmale in Oldenburg (Oldb) – Donnerschweer Straße stehen alle Baudenkmale der Donnerschweer Straße in Oldenburg (Oldb). Der Stand der Liste ist das Jahr 2022.

## Allgemein
In den Spalten befinden sich folgende Informationen:
- Lage: die Adresse des Baudenkmales und die geographischen Koordinaten. Kartenansicht, um Koordinaten zu setzen. In der Kartenansicht sind Baudenkmale ohne Koordinaten mit einem roten Marker dargestellt und können in der Karte gesetzt werden. Baudenkmale ohne Bild sind mit einem blauen Marker gekennzeichnet, Baudenkmale mit Bild mit einem grünen Marker.
- Bezeichnung: Bezeichnung des Baudenkmales
- Beschreibung: die Beschreibung des Baudenkmales. Unter § 3 Abs. 2 NDSchG werden Einzeldenkmale und unter § 3 Abs. 3 NDSchG Gruppen baulicher Anlagen und deren Bestandteile ausgewiesen.
- ID: die Objekt-ID des Baudenkmales
- Bild: ein Bild des Baudenkmales, ggf. zusätzlich mit einem Link zu weiteren Fotos des Baudenkmals im Medienarchiv Wikimedia Commons. Wenn man auf das Kamerasymbol klickt, können Fotos zu Baudenkmalen aus dieser Liste hochgeladen werden:

Zurück zur Hauptliste

| Lage                                                      | Bezeichnung                                            | Beschreibung | ID       | Bild |
| --------------------------------------------------------- | ------------------------------------------------------ | --- | -------- | ---- |
| Donnerschweer Straße 4 53° 8′ 45″ N, 8° 12′ 56″ O         | ehem. Großherzoglich Oldenburgische Eisenbahndirektion | Backsteinsichtiger Bau am Anfang der Donnerschweer Straße unmittelbar an den Bahngleisen. Kern der linke Teil (ohne die beiden ganz linken Achsen), ein zweigeschossiges, traufständiges Gebäude von sieben Achsen mit flachem übergiebelten Mittelrisalit von drei Achsen unter Satteldach. Lisenen, Bogenblenden um die segmentbogigen Fenster und geschossteilender Fries, im Giebel Spitzbogenblenden und Rautenornamente in Backstein sowie Firstaufsatz. Später um einen dreigeschossigen Bau von acht Achsen nach rechts erweitert, in dessen linkem Teil Eingangsportal, die rechten sechs Achsen großer übergiebelter Eckrisalit. Gliederung an den Altbau angepasst, abweichend davon Fenster jeweils zu zweit unter hohen, bis in den Giebel reichenden Spitzbogenblendarkaden. Auf der rechten Seite viergeschossiger, dreiachsiger Risalit mit Giebel. Im dritten Schritt links ein weiterer Flügel hinzugefügt, zur Straße hin zwei Achsen in gleicher Gestaltung wie der Altbau, sich tief in das Grundstück erstreckend, mit Brandmauer zum Nachbargrundstück und rückwärtigem Kopfbau. Gestaltung nun reduziert, breite Backsteinlisenen zwischen Putzfeldern, die jeweils zwei Fensterachsen aufnehmen. Kernbau 1867, rechte Erweiterung 1873–1874, linker Flügel 1909–1910 angefügt. | 37460150 |      |
| Donnerschweer Straße 8 53° 8′ 46″ N, 8° 12′ 58″ O         | Wohn-/ Geschäftshaus                                   | Zweigeschossiger Putzbau unter Walmdach. Zunächst fünf Achsen mit leicht zurückgesetztem Trakt von zwei Achsen rechts, später links ebenfalls zwei Achsen ergänzt, dadurch Entstehung eines Mittelrisalits. Putzgliederung: horizontale Fugen, geschossteilende Gesimse, Fensterrahmungen, im EG an den Seitenteilen Pilaster, am OG Brüstungsfelder. Jüngere Walmgaupe. Erbaut 1892, Architekt Joh. Wempe, Erweiterung 1904. | 37460225 |      |
| Donnerschweer Straße 10 53° 8′ 46″ N, 8° 12′ 58″ O        | Wohnhaus                                               | Zweieinhalbgeschossiger Putzbau von vier Achsen über Kellersockel mit Drempel unter Walmdach. Links leicht zurückgesetzter Vorbau von zwei Achsen, rechts zurückgesetzter Vorbau, davor eingeschossiger Windfang mit Eingang. Putzgliederung: Quaderung, horizontale Gesimse, im OG Ädikulen und Brüstungsfelder, unter der Traufe Konsolfries. Erbaut 1883. | 37460247 |      |
| Donnerschweer Straße 12 53° 8′ 46″ N, 8° 13′ 0″ O         | Wohn-/ Geschäftshaus                                   | Zweigeschossiger Putzbau von sieben Achsen unter Mansardwalmdach. Im EG jüngere Ladeneinbauten. Im Dach zwei zweiachsige Zwerchhäuser und mittig eine Rundgiebelgaupe. Putzgliederung: horizontale Fugen, geschossteilende Gesimse, Fensterrahmungen und Brüstungsfelder, Konsolfries unter der Traufe, an den Zwerchhäusern Pilaster und Gebälk. Im Kern vielleicht noch von 1829, Umbau mit Fassade und Dach 1899. | 37460269 |      |
| Donnerschweer Straße 23 53° 8′ 48″ N, 8° 13′ 2″ O         | Wohnhaus                                               | Giebelständiger zweieinhalbgeschossiger Putzbau von fünf Achsen über Kellersockel mit Drempel unter Satteldach. Eingang auf der linken Seite. Sparsame Putzgliederung: geschossteilende Gesimse, Fensterrahmungen, im OG Brüstungsfelder. Erbaut 1861–1862 durch Maurermeister Johann Hienrich Friedrich Clemens. | 37420172 |      |
| Donnerschweer Straße 43 53° 8′ 50″ N, 8° 13′ 8″ O         | Wohnhaus                                               | Zweigeschossiger Putzbau von fünf Achsen auf Kellersockel unter Walmdach. Eingang mittig. Putzgliederung: am Erdgeschoss Quaderung, geschossteilendes Gesims, Fensterrahmungen, Brüstungsfelder, am OG Ädikulen, am Eingang korinthische Pilaster und Gebälk, unter der Traufe Palmettenfries und Konsolfries. Erbaut 1869, Architekt Heinrich Früstück. | 37461643 |      |
| Donnerschweer Straße 45 53° 8′ 50″ N, 8° 13′ 9″ O         | Wohnhaus                                               | Zweigeschossiger Putzbau von vier Achsen über Kellersockel unter Mansardwalmdach mit breiter Schleppgaupe (ursprünglich Walmdach). Links Ladeneinbau (jünger, jedoch Teil des Denkmals). Auf der linken Seite zurückliegender Vorbau mit Eingang. Putzgliederung: Rustizierung des Sockels, horizontale Fugen, geschossteilende Gesimse, Fensterrahmungen, im OG Brüstungsfelder und Ädikulen. Erbaut 1875, Architekt Heinrich Früstück. | 37476074 |      |
| Donnerschweer Straße 47 53° 8′ 50″ N, 8° 13′ 10″ O        | Wohnhaus                                               | Zweigeschossiger Putzbau von vier Achsen über Kellersockel unter Walmdach. Eingang auf der linken Seite. Moderne Gaupe. Putzgliederung: Rustizierung des Sockels, horizontale fugen, geschossteilende Gesimse, Fensterrahmungen und Ädikulen, im OG Brüstungsfelder, Konsolfries unter der Traufe. Erbaut wohl kurz vor 1881. | 37461669 |      |
| Donnerschweer Straße 49 53° 8′ 50″ N, 8° 13′ 11″ O        | Wohnhaus                                               | Zweigeschossiger Putzbau von vier Achsen über Kellersockel unter Walmdach. Links jüngerer Ladeneinbau. Eingang auf der linken Seite. Moderne Gaupe. Putzgliederung: Rustizierung des Sockels, horizontale Fugen, geschossteilende Gesimse, Fensterrahmungen, im Obergeschoss Pilaster und Ädikulen, Friese unter der Traufe. Erbaut 1876, Architekt Heinrich Früstück. | 37461692 |      |
| Donnerschweer Straße 65 53° 8′ 51″ N, 8° 13′ 17″ O        | Wohnhaus                                               | Giebelständiger eineinhalbgeschossiger Putzbau von vier Achsen über Kellersockel mit Drempel unter Satteldach (Typus „Oldenburger Hundehütte“). Auf der linken Seite zurückliegender Vorbau mit Eingang. Putzgliederung: Rustizierung des Sockels, geschossteilende Gesimse, Fensterrahmungen, im Obergeschoss Balusterbrüstungen und z. T. Ädikulen. Erbaut 1895, Architekt B. J. Oetken. | 37460412 |      |
| Donnerschweer Straße 67 53° 8′ 51″ N, 8° 13′ 17″ O        | Wohnhaus                                               | Giebelständiger eineinhalbgeschossiger Putzbau von vier Achsen über Kellersockel mit Drempel unter Satteldach (Typus „Oldenburger Hundehütte“). Sockel nachträglich mittig für Terrasse nach vorn gezogen. Auf der linken Seite zurückliegender Vorbau mit Eingang. Putzgliederung: horizontale Fugen am Sockel und Erdgeschoss, geschossteilende Gesimse, Fensterrahmungen, Brüstungsfelder und Ädikulen, im OG mittig französische Balkone mit Eisenbrüstungen. Erbaut 1876–1877, Architekt Joh. Wempe. | 37460435 |      |
| Donnerschweer Straße 69 53° 8′ 51″ N, 8° 13′ 18″ O        | Wohnhaus                                               | Giebelständiger eineinhalbgeschossiger Putzbau von vier Achsen auf Kellersockel mit Drempel unter Satteldach (Typus „Oldenburger Hundehütte“). Eingang auf der linken Seite. Keller nachträglich als Souterrain ausgebaut. Sparsame Putzgliederung: geschossteilende Gesimse, Fensterrahmungen. Erbaut 1873, Architekt Joh. Wempe. | 37460458 | BW   |
| Donnerschweer Straße 71 53° 8′ 51″ N, 8° 13′ 19″ O        | Wohnhaus                                               | Giebelständiger eineinhalbgeschossiger Putzbau von vier Achsen über Kellersockel mit Drempel unter Satteldach (Typus „Oldenburger Hundehütte“). Auf der linken Seite vorgezogener rechteckiger Turm von zwei Geschossen mit eingeschossigem polygonalen Standerker und Fachwerkaufsatz unter Knickpyramide. Eingang auf der linken Seite. Putzgliederung: Rustizierung des Sockels, geschossteilendes Gesims mit Fries, Fensterrahmungen, im Obergeschoss z. T. Brüstungsfelder und Ädikulen. Fachwerkausfachungen mit ornamentalen Relieffeldern. Erbaut 1861, Turm vielleicht von Umbau 1904. | 37460480 |      |
| Donnerschweer Straße 73 53° 8′ 52″ N, 8° 13′ 19″ O        | Wohnhaus                                               | Giebelständiger eineinhalbgeschossiger Putzbau von vier Achsen auf Kellersockel mit Drempel unter Satteldach (Typus „Oldenburger Hundehütte“). Souterrain mit jüngerem Ladeneinbau. Auf der linken Seite zurückspringender Vorbau mit Eingang. Putzgliederung: Rustizierung des Sockels, geschossteilendes Gesims, Fensterrahmungen, Brüstungsfelder, im OG als Balusterbrüstung, im OG z. T. Pilaster und Gebälk. Erbaut im späten 19. Jh. | 37460502 |      |
| Donnerschweer Straße 75 53° 8′ 52″ N, 8° 13′ 20″ O        | Wohn-/ Geschäftshaus                                   | Giebelständiger eineinhalbgeschossiger Putzbau von fünf Achsen (im Giebel vier) mit Drempel unter Satteldach (Typus „Oldenburger Hundehütte“). Eingang mittig (rekonstruiert). Sparsame Putzgliederung: geschossteilende Gesimse, Fensterrahmungen. Erbaut wohl in den 1870er oder 1880er Jahren. | 37460525 |      |
| Donnerschweer Straße 79 53° 8′ 52″ N, 8° 13′ 21″ O        | Wohnhaus                                               | Eckhaus zur Willersstraße. Kernbau ein giebelständiges eineinhalbgeschossiges Haus mit vier Achsen auf Kellersockel mit Drempel unter Satteldach (Typus „Oldenburger Hundehütte“), später tiefgreifend umgebaut und erheblich vergrößert. Zweigeschossiger Putzbau von sechs Achsen auf Kellersockel unter Mansardwalmdach. Einachsige Eckrisalite, der linke mit Loggia im Obergeschoss, der rechte mit Portal, unter geschweiften Zwergiebeln. Linke und rechte Seite jeweils mit drei Achsen, die mittlere als Risalit mit Zwerchgiebel. Portal mit Pilasterrahmung und Gebälk. Putzgliederung: Rustizierung des Sockels und der Risalitkanten, geschossteilende Gesimse, Fensterrahmungen, am OG Ädikulen, an den Risaliten im OG Balusterbrüstungen, an den Giebeln Baluster, Voluten und Vasenaufsätze. Auf allen vier Giebeln eiserne Aufsätze. Linksseitig großer Garten mit eiserner Einfriedung zur Donnerschweer Straße und Backsteinmauer zum Nachbargrundstück, rechts an der Willersstraße zuerst eiserne Einfriedung, dann Backsteinmauer und an der rückwärtigen Grundstücksgrenze Torbogen. Innenausstattung noch weitgehend vorhanden. Erbaut 1871, Architekt Joh. Wempe, um 1900 tiefgreifend umgebaut und vergrößert.                                                               | 37460547 |      |
| Donnerschweer Straße 90 53° 8′ 53″ N, 8° 13′ 26″ O        | Wohn-/ Geschäftshaus                                   | Dreigeschossiger Putzbau von sechs Achsen unter Mansardwalmdach. Auf beiden Seiten einachsiger Eckrisalit mit Giebel, davor in den Obergeschossen polygonaler Erker. Im Erdgeschoss Ladeneinbau. Mittig Tür in Jugendstilformen. Im ersten OG mittig breiter Balkon mit Eisenbrüstung in Jugendstilformen. Sparsame Putzgliederung: Fensterrahmungen, Ädikulen im ersten OG mittig, Fries unter der Traufe. An den Seiten zurückgesetzte Vorbauten mit Eingängen. Rückwärtig ehemals Lagergebäude, 1992 abgebrochen und in gleichen Dimensionen neugebaut. Erbaut 1906, Architekt K. A. Wempe. | 37461715 | BW   |
| Donnerschweer Straße 92 53° 8′ 53″ N, 8° 13′ 27″ O        | Wohnhaus                                               | Zweigeschossiger Putzbau von vier Achsen über Kellersockel unter Walmdach. Auf der linken Seite zurückgesetzter Vorbau mit Eingang. Moderne Dachgaupe. Putzgliederung: Rustizierung des Sockels, Quaderung, geschossteilende Gesimse, Fensterrahmungen, im Obergeschoss Brüstungsfelder und Ädikulen, unter der Traufe Zahnschnitt. Erbaut 1896 als Wohnhaus eines Gulfhofes; rückwärtiger großer Scheunenanbau nicht mehr vorhanden. | 37475582 | BW   |
| Donnerschweer Straße 100 53° 8′ 54″ N, 8° 13′ 29″ O       | Wohnhaus                                               | Eckhaus zur Straßburger Straße. Zweigeschossiger Backsteinbau über Sockelgeschoss unter Walmdach. Rechts über Eck gestellter, schmaler dreigeschossiger Standerker. Links Risalit mit Treppengiebel, davor Auslucht unter Balkon. Auf der linken Seite zurückgesetzter Vorbau mit Eingang. Rechte Seite zur Straßburger Straße stark verändert, u. a. neue Fensteröffnungen. Putz-Werkstein-Gliederung: Rustizierung des Sockels, geschossteilende Gesimse, Fensterrahmungen und Ädikulen, über dem Obergeschossfenster im Risalit Wappenschild, unter der Traufe Konsolfries, an der Giebelspitze Büste. Rest des Vorgartens mit eiserner Einfriedung. Erbaut 1898, Architekt Johann Diedrich Schelling. | 37460573 | BW   |
| Donnerschweer Straße 102 53° 8′ 54″ N, 8° 13′ 30″ O       | Wohnhaus                                               | Zweigeschossiger Putzbau von vier Achsen über Sockelgeschoss unter Mansardwalmdach. Links zweiachsiger Risalit, davor eingeschossiger polygonaler Standerker unter Balkon. Auf der linken Seite zurückgesetzter Vorbau mit Eingang. Jüngere Schleppgaupe. Putzgliederung: Quaderung am Sockel und Erdgeschoss, geschossteilende Gesimse, Fensterrahmungen mit Ohren und im Obergeschoss Voluten, Brüstungsfelder, im Obergeschoss Ädikulen, Portalrahmung mit Pilastern, Gebälk und Giebel, Konsolfries unter der Traufe. Vorgarten. Erbaut 1895. | 37460597 | BW   |
| Donnerschweer Straße 104 53° 8′ 55″ N, 8° 13′ 31″ O       | Wohnhaus                                               | Zweigeschossiger Backsteinbau von vier Achsen über Sockelgeschoss unter Mansardwalmdach. Links zweiachsiger Risalit, davor eingeschossiger polygonaler Standerker unter Balkon. Auf der linken Seite zurückgesetzter Vorbau mit Eingang. Über dem Risalit ehemals Zwerchgiebel, jetzt auf Gaupe reduziert, rechts Rundgiebelgaupe mit Oculus. Putz-Werkstein-Gliederung: Rustizierung des Sockels, geschossteilende Gesimse, Fensterrahmungen, Brüstungsfelder, im Obergeschoss Ädikulen, unter der Traufe Zahnschnitt, über dem Portal die Jahreszahl „1895“ und Giebel. Erbaut 1895, Architekt August Töbelmann. | 37460620 | BW   |
| Donnerschweer Straße 126 / 128 53° 8′ 57″ N, 8° 13′ 39″ O | Klävemannstiftung I                                    | Doppelhaus der Klävemannstiftung I. Eineinhalbgeschossiger traufständiger Backsteinbau von sechs Achsen mit Drempel unter Satteldach. Eingänge in den mittleren Achsen. Fenster segmentbogig, im Drempel Oculi. Geschossteilendes Band, Rahmungen der Fensterbögen, an den Giebeln ansteigender Treppenfries, Giebelspitzen getreppt. Rückwärtig zwei eingeschossige Anbauten, ehemals Ställe, und großes Gartengrundstück. Erbaut 1873–1874, Architekt Gerhard Schnitger. | 37460669 |      |
| Donnerschweer Straße 130 / 132 53° 8′ 57″ N, 8° 13′ 40″ O | Klävemannstiftung I                                    | wie Donnerschweer Straße 126 / 128 | 37460669 |      |
| Donnerschweer Straße 134 / 136 53° 8′ 57″ N, 8° 13′ 41″ O | Klävemannstiftung I                                    | Doppelhaus der Klävemannstiftung I. Eineinhalbgeschossiger traufständiger Backsteinbau von sechs Achsen mit Drempel unter Satteldach. Zweiachsiger, zweigeschossiger Mittelrisalit, im Obergeschoss Serliana mit einem Spitzbogenfenster in der Mitte. Eingänge an den Schmalseiten. Fenster, im Drempel Oculi. Geschossteilendes Band, Rahmungen der Fensterbögen, an den Giebeln ansteigender Treppenfries, Giebelspitzen getreppt. Rückwärtig zwei eingeschossige Anbauten, ehemals Ställe, und großes Gartengrundstück. Erbaut 1873–1874, Architekt Gerhard Schnitger. | 37460717 |      |
| Donnerschweer Straße 138 / 140 53° 8′ 57″ N, 8° 13′ 42″ O | Klävemannstiftung I                                    | Sogenanntes Stiftshaus der Klävemannstiftung I, Vierfamilienhaus, ursprünglich als Verwalterhaus geplant. Gegenüber den übrigen Bauten zurückgesetzt. Zweigeschossiger traufständiger Backsteinbau unter Satteldach. Seitlich jeweils zwei Achsen, dazu Mittelrisalit mit Eingang und Treppengiebel. Fenster im Erdgeschoss segmentbogig, im Obergeschoss rundbogig, im Obergeschoss des Risalits Blendarkatur begleitet von Oculi. Geschossteilendes Band, Rahmungen der Fensterbögen, an den Giebeln ansteigender Treppenfries. Über dem Eingang Gedenkinschrift für Karl Hermann Klävemann. Rückwärtig zwei eingeschossige Anbauten, ehemals Ställe, und großes Gartengrundstück. Erbaut 1873–1874, Architekt Gerhard Schnitger. | 37460741 |      |
| Donnerschweer Straße 142 / 144 53° 8′ 57″ N, 8° 13′ 43″ O | Klävemannstiftung I                                    | wie Donnerschweer Straße 134 / 136 | 37460765 |      |
| Donnerschweer Straße 146 / 148 53° 8′ 57″ N, 8° 13′ 44″ O | Klävemannstiftung I                                    | Doppelhaus der Klävemannstiftung I. Eineinhalbgeschossiger traufständiger Backsteinbau von sechs Achsen mit Drempel unter Satteldach. Eingänge in den mittleren Achsen. Fenster segmentbogig, im Drempel Oculi. Geschossteilendes Band, Rahmungen der Fensterbögen, an den Giebeln ansteigender Treppenfries, Giebelspitzen getreppt. Rückwärtig zwei eingeschossige Anbauten, ehemals Ställe, und großes Gartengrundstück. Erbaut 1873–1874, Architekt Gerhard Schnitger. | 37460789 |      |
| Donnerschweer Straße 150 / 152 53° 8′ 58″ N, 8° 13′ 45″ O | Klävemannstiftung I                                    | wie Donnerschweer Straße 146 / 148 | 37460813 |      |
| Donnerschweer Straße 154 / 156 53° 8′ 58″ N, 8° 13′ 47″ O | Klävemannstiftung I                                    | wie Donnerschweer Straße 142 / 144 | 37460836 |      |
| Donnerschweer Straße 257 53° 9′ 12″ N, 8° 14′ 28″ O       | Wasserwerk I                                           | Wohnhaus des Wasserwerksdirektors, im vorderen Teil des Geländes an der Straße. Eineinhalbgeschossiger traufständiger Putzbau von sechs Achsen über Kellersockel mit Drempel unter Satteldach. Linke zwei Achsen zweigeschossiger Risalit mit Zwerchgiebel, querhausartig zur Rückseite durchgehend. Die linke Seite zweigeschossig ausgebildet, mit Giebel in der Mitte. Putzgliederung: geschossteilende Gesimse, Fensterrahmungen, im Obergeschoss Brüstungsfelder. Zur Straße Einfriedung mit Backsteinpfosten und erneuerten Eisengittern. Rechtsseitig Garten. Erbaut 1896. | 37475502 | BW   |
| Donnerschweer Straße 257 53° 9′ 12″ N, 8° 14′ 27″ O       | Kessel- und Maschinenhaus (Wasserwerk I)               | Eingeschossiger langgestreckter Backsteinbau unter Satteldach. Auf der Südseite breiter Risalit mit Giebel. Fenster und Tor segmentbogig. Gliederung durch Lisenen und Konsolfriese. Südlich vor dem Tor zur Straße hin Hof mit Kopfsteinpflaster. Erbaut 1896 als Teil des Wasserwerks I. | 37475530 | BW   |
| Donnerschweer Straße 257 53° 9′ 11″ N, 8° 14′ 24″ O       | Wasserturm (Wasserwerk I)                              | Runder, konisch sich verjüngender Schaft, darauf umgekehrter Kegelstumpf und zylindrischer Hochbehälter des Typs Intze I. Backsteinverkleidung mit Putzgliederung. Am Schaft unten zwei Geschosse mit Fenstern, zusammengefasst durch kolossale Blendarkatur, deren Bögen mit Putzquaderung, die strebepfeilerartig tiefen Lisenen mit Kämpfern. Darüber verputzter Abschnitt und drei mit horizontalen Putzbändern abgesetzte Geschosse, darin die rundbogigen Treppenfenster. Hochbehälter mit kleinen Fenstern, mit Segmentbogenfries auf Konsolen und Gesims abschließend. Erbaut 1896 als Teil des Wasserwerks I. | 37461745 |      |
| Donnerschweer Straße 257 53° 9′ 11″ N, 8° 14′ 24″ O       | Enteisenungsgebäude (Wasserwerk I)                     | Eineinhalbgeschossiger Backsteinbau auf rechteckigem Grundriss mit Drempel unter Walmdach. Kolossale Blendarkaden mit Kämpfern, darin hochrechteckige Fenster und darüber Oculi. Erbaut 1921. | 37475610 | BW   |
| Donnerschweer Straße 257 53° 9′ 13″ N, 8° 14′ 28″ O       | Gartengelände                                          | Garten rechts neben der Direktorenvilla des Wasserwerks I, gestaltet mit Bäumen und Stauden. Zur Straße Einfriedung aus Backsteinpfosten mit erneuerten Eisengittern. Angelegt wohl 1896 zusammen mit der Villa, jedoch verändert. | 37467367 | BW   |
| Donnerschweer Straße 325 53° 9′ 28″ N, 8° 14′ 47″ O       | Ohmsteder Schmiede                                     | An der Ecke zum Großen Kuhlenweg. Zweiständerhallenhaus als Ankerbalkenkonstruktion unter Schopfwalmdach in Reetdeckung mit Niedersachsengiebel. Front in Fachwerk mit Backsteinausfachungen, über dem Tor Bauinschrift. An den rückwärtigen drei Seiten nachträglich mit Backsteinmauerwerk ummantelt. Innengerüst erhalten (Stand vor 2019). Erbaut 1807 (inschriftlich), wohl 1879 bei teilweiser Umwidmung zur Schmiede umgebaut. | 37420213 | BW   |